# Regno Arabo di Siria
Il Regno Arabo di Siria (in arabo المملكة العربية السورية‎?, al-Mamlaka al-‘Arabiyya al-Sūriyya), fu un regno localizzato nella regione del Levante, che visse la sua breve stagione tra il 1918 e il 1920. Nacque come diretta conseguenza della sconfitta nel 1918 dell'Impero ottomano nella prima guerra mondiale a opera delle potenze alleate del Regno Unito, della Francia, dell'Italia e degli Stati Uniti, cui si era unita la piccola entità hascemita che con al-Ḥusayn ibn ʿAlī, Sceriffo della Mecca, aveva proclamato la Rivolta araba.

## I prodromi
Le truppe britanniche, sotto il comando del generale Edmund Henry Allenby, entrarono a Damasco il 30 settembre 1918, precedute di poco dalle truppe arabe di Fayṣal, figlio dello Sharīf di Mecca. Fayṣal istituì il primo governo arabo indipendente a Damasco nel mese di ottobre e nominò ʿAlī Riḍā Pascià al-Rīkābī come suo Governatore militare.

Vessillo della Rivolta araba, adottato in Siria sotto l'amministrazione indipendente araba tra il 1918 e l'8 marzo 1920

La nuova amministrazione araba formò governi locali nelle maggiori città siriane e la bandiera della Rivolta araba venne innalzata in tutta la Siria. Gli arabi speravano, fiduciosi delle prime promesse fatte loro dal Regno Unito, che il nuovo Stato arabo avrebbe abbracciato tutte le terre arabe che si stendevano da Aleppo, nel nord della Siria, ad Aden nello Yemen meridionale.
Tuttavia Allenby (promosso feldmaresciallo a fine 1919) - in ottemperanza ai segreti accordi Sykes-Picot contratti tra il Regno Unito e la Francia, in cui si violava il precedente impegno con lo Sharīf della Mecca - che prevedeva la nascita di uno Stato arabo indipendente su tutta la Siria geografica e l'intera Penisola araba - cominciò a operare fattivamente per assegnare alla famiglia hascemita le sole regioni dell'interno (la Transgiordania) e per fare nascere un'amministrazione mandataria britannica sulla Palestina. Al contempo le forze francesi sbarcavano l'8 marzo a Beirut e occupavano tutto il litorale fino a Nāqūra, sostituendosi alle truppe britanniche. I francesi immediatamente decretarono lo scioglimento dei governi locali arabi siriani nella regione.
I francesi chiesero la piena applicazione degli accordi Sykes-Picot e l'assegnazione della Siria sotto la loro amministrazione civile e militare. Il 26 novembre 1919 il ritiro britannico da Damasco, per evitare un pericoloso attrito con la Francia, abbandonò gli arabi nelle mani dei francesi.

## Le promesse non mantenute

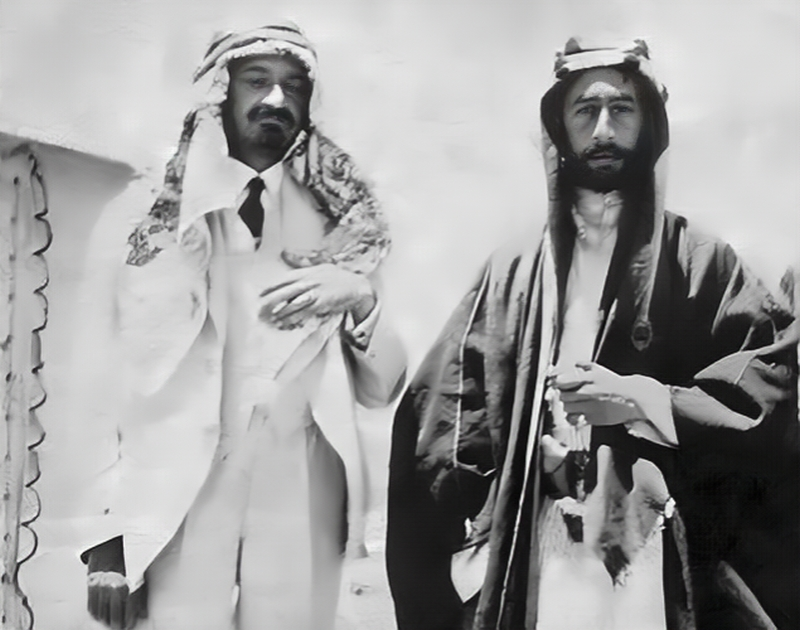
Weizmann (a sinistra in abito arabo) e Fayṣal nel 1918

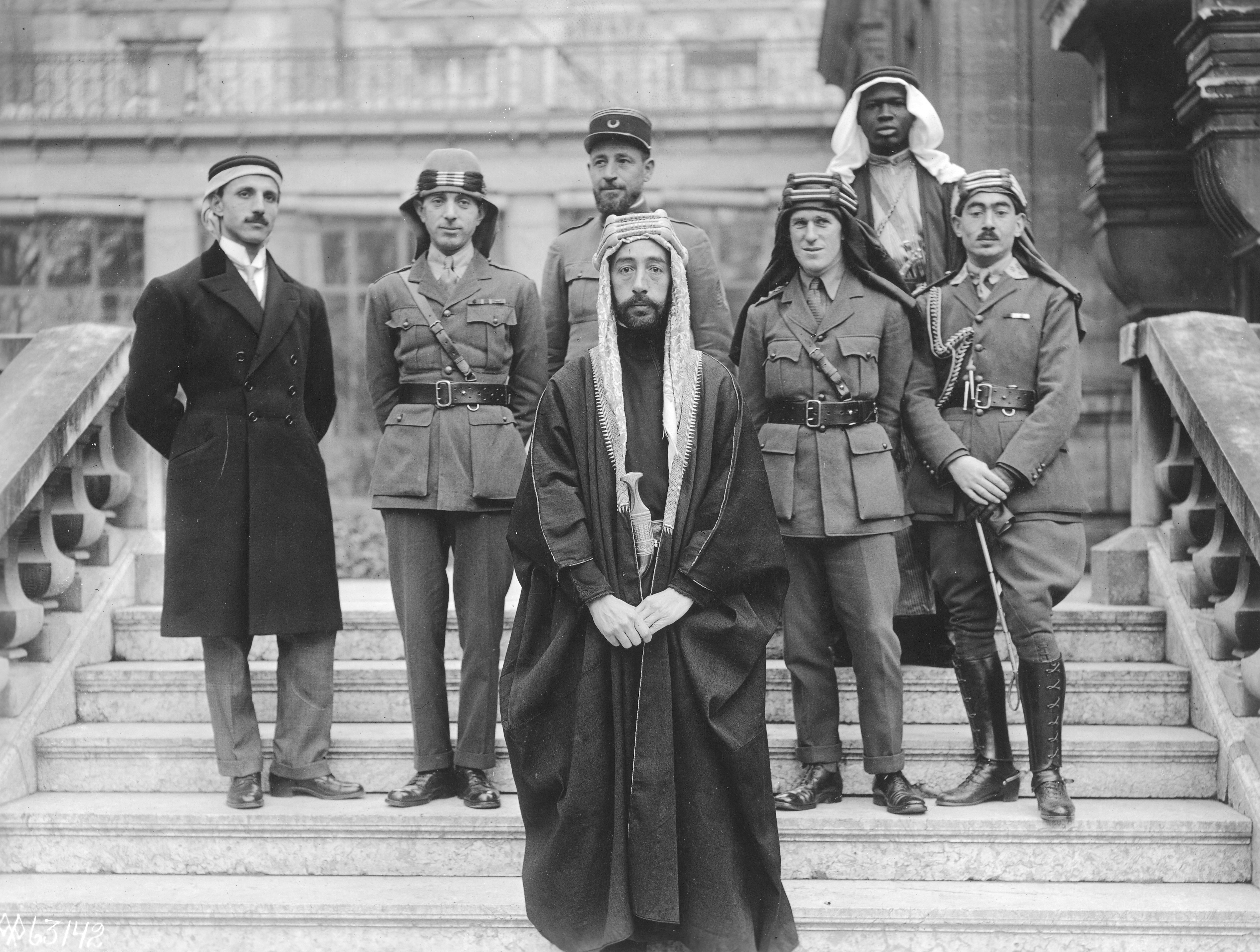
Fayṣal con Thomas Edward Lawrence e la delegazione del Regno hascemita del Hijaz alla conferenza di pace di Parigi (1919).

Fayṣal effettuò diversi viaggi in Europa, a partire dal novembre del 1918, provando a convincere Parigi e Londra a mutare la loro decisione, ma senza successo. A dimostrazione della determinazione della Francia a intervenire in Siria avvenne la nomina del generale Henri Gouraud ad alto commissario in Siria-Cilicia. Alla conferenza di pace di Parigi (1919) Fayṣal si trovò in una posizione ancora più debole, al momento in cui le potenze europee decisero di ignorare le richieste arabe.
Nel giugno del 1919 la commissione King-Crane statunitense giunse in Siria per esaminare quale fosse l'opinione pubblica locale circa il futuro del loro Paese. La competenza della commissione abbracciava l'area che si estendeva da Aleppo a Beersheba. Essa visitò trentasei tra le città più importanti, si incontrò con più di 2000 delegazioni che provenivano da oltre trecento villaggi e ricevette più di 3000 petizioni. Le sue conclusioni confermarono l'opposizione dei siriani al Mandato nella loro patria, come pure alla dichiarazione Balfour e la loro richiesta della creazione di una Grande Siria unificata comprendente la Palestina. Tuttavia le conclusioni della commissione furono respinte dalla Francia e ignorate dal Regno Unito.
Nel maggio del 1919 si svolsero elezioni per costituire il Congresso Nazionale Siriano, ovvero l'organismo parlamentare: l'80% dei seggi andò ai conservatori, tuttavia la minoranza comprendeva figure di nazionalisti arabi assai dinamici, come Jamil Mardam Bey, Shukrī al-Quwwatlī, Aḥmad al-Qādrī, Ibrahim Hanano e Riyāḍ al-Ṣulḥ.
Forte malcontento esplose in Siria quando Fayṣal accettò un compromesso con il Primo ministro francese Clemenceau e con il leader sionista Chaim Weizmann circa l'avvio di un'immigrazione ebraica in Palestina. Scoppiarono manifestazioni anti-hascemite e gli abitanti musulmani del Monte Libano e dei suoi dintorni si rivoltarono, per paura di essere inglobati nel nuovo Stato, a maggioranza cristiana, del Grande Libano.

## La proclamazione dell'indipendenza e del Regno Arabo di Siria

Bandiera del Regno Arabo di Siria (8 marzo - 24 luglio 1920).

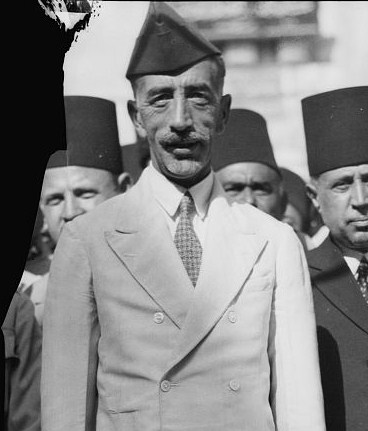
Fayṣal I d'Iraq, il re di Siria. Dopo la caduta del Regno Arabo di Siria i britannici "indennizzarono" Fayṣal facendolo re d'Iraq

A marzo del 1920 il Congresso Nazionale Siriano a Damasco, guidato da Hāshim Bey Khālid al-Ātāssī, adottò una risoluzione che respingeva l'accordo Fayṣal-Clemenceau. Il congresso dichiarò l'indipendenza della Siria all'interno dei suoi confini naturali (inclusa la Palestina), e proclamò Fayṣal re degli Arabi. Il congresso proclamò anche l'unione politica ed economica con il confinante Iraq e richiese altresì la sua indipendenza. Il 9 marzo 1920 venne formato un nuovo governo, guidato da Ali Rida Pascià al-Rikabi.
Il 25 aprile, mentre si svolgevano i lavori della Conferenza di Sanremo che avrebbero portato al trattato di Sèvres, il Consiglio supremo interalleato garantì alla Francia il mandato sulla Siria (incluso il Libano) e assicurò al Regno Unito il mandato sulla Palestina (inclusa la Transgiordania) e l'Iraq. I siriani reagirono con violente manifestazioni e con la formazione di un nuovo governo sotto Hāshim Bey Khālid al-Atāssī (Hashim el-Atassi) il 7 maggio 1920. Il nuovo governo decise di organizzare la coscrizione nazionale e cominciò a finanziare un esercito nazionale.

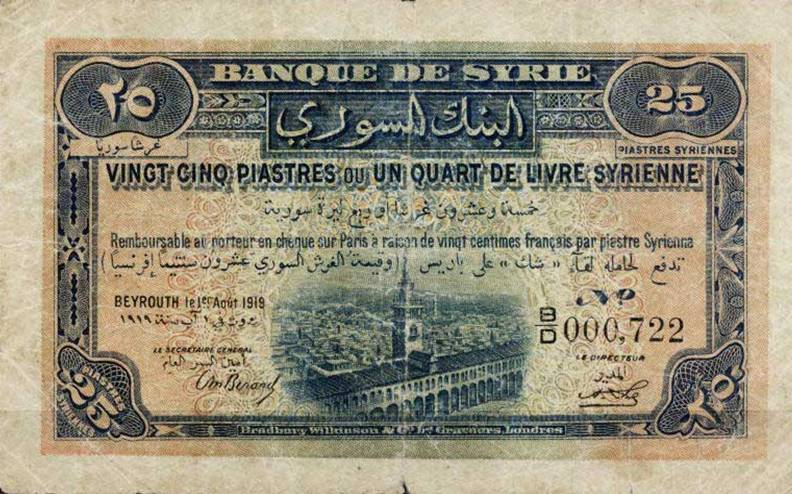
Banconota da 25 piastre (qurūsh) siriane emessa a Beirut dalla Banca di Siria nel 1919. La Banca di Siria fu in seguito ribattezzata "Banca di Siria e del Grande Libano" e continuò a battere moneta per la Siria e per il Libano fino agli anni cinquanta.

Queste decisioni provocarono reazioni ostili alla Francia, cui si unì il patriarcato maronita del Monte Libano, che denunciò le decisioni come un "colpo di Stato". A Beirut la stampa cristiana espresse la sua ostilità nei confronti delle decisioni del governo di Fayṣal, i nazionalisti libanesi approfittarono della crisi per riunire le loro personalità più rappresentative a Baʿabda il 22 marzo 1920; dalla riunione scaturì la decisione della proclamazione dell'indipendenza del Libano.

## Il precipitare degli eventi: la battaglia di Maysalun
Il 14 luglio 1920 il generale Gouraud indirizzò un ultimatum a Fayṣal, dandogli la scelta tra la resa o l'abdicazione. Capendo che la bilancia del potere non pendeva dalla sua parte, Fayṣal fu costretto a cooperare, tuttavia il giovane ministro della Guerra, Yusuf al-'Azma, rifiutò di cedere e, nel corso della guerra franco-siriana affrontò i francesi nella battaglia di Maysalun. Lo scontro venne vinto dalle superiori forze francesi, guidate dal generale Mariano Goybet in meno di un giorno e ʿAzma morì sul campo di battaglia, con la maggior parte di coloro che l'avevano seguito in quel disperato tentativo. Il generale Goybet entrò a Damasco il 24 luglio 1920.
Quando erano arrivati per la prima volta in Libano i francesi erano stati accolti come liberatori dalla comunità cristiana libanese, ma quando entrarono in Siria, mettendo fine al governo arabo nominato da Fayṣal, essi fronteggiarono una forte resistenza, a dimostrazione del leale ruolo svolto dai cristiani di Siria e Libano e del loro sincero sentimento nazionalistico ed indipendentistico. La Francia dovette operare dal 1920 al 1923 per mettere sotto controllo la Siria e per stroncare tutti i movimenti indipendentistici e anti-francesi, specialmente dei territori alauiti, nel Gebel Druso e ad Aleppo.